# Tehnološka fakulteta v Tuzli
Tehnološka fakulteta (izvirno bosansko Tehnološki fakultet u Tuzli), s sedežem v Tuzli, je fakulteta, ki je članica Univerze v Tuzli.
Trenutna dekanja je prof. dr. Mirjana Radić.